# Кремлёвский сервиз
Кремлёвский сервиз — сервиз, изготовленный на Императорском фарфоровом заводе для Большого Кремлёвского дворца.

## История
Автором эскизов для Кремлёвского сервиза был Ф. Г. Солнцев, до этого создавшим проекты убранства Теремного и Большого Кремлёвского дворцов. За основу сюжетов художник взял памятники искусства, хранящиеся в Оружейной палате, преимущественно в древнерусском, турецком и византийском стилях.
Основой для первой части сервиза (покрытой золотом) стал рукомойник, принадлежавший Наталье Кирилловне Нарышкиной. Рукомойник был изготовлен в середине XVII века в Константинополе местными мастерами. Рукомойник состоит из кувшина и стоянца, выполненных из золота и декорированными эмалями и драгоценными камнями.
Этап создания сервиза делится на две части: основной — 1837—1838 годы и дополнительный, включающий в себя время правителей разных императоров после Николая I.
Сервиз состоит из трёх частей: двух золотых и одной белой. Белая часть предназначалась для подачи супов, золотые — для закусок, жаркого и десертов.
Сервиз, практически идентичный Кремлёвскому и отличающийся мелкими элементами декора, был отправлен в подарок шаху Персии.
Периодически элементы сервиза бились, и отдельные элементы изготавливались как на Императорском Фарфоровом Заводе, так и на заводе братьев Корниловых, а также фабрике М. С. Кузнецова.
Источником декора десертной части кремлёвского сервиза стала тарелка царя Алексея Михайловича, изготовленная в 1665 году. Узор претерпел небольшие изменения, также был заменена титул Государя и Великого князя царя Алексея Михайловича на титул императора Николая I. За основу декоративного решения сервиза были взяты предметы различных стран и культур, но общее цветовое решение, типичное для XVII века, смотрится органично.
В золотые части, помимо тарелок, включены большие и малые блюда, салатники, чаши на ножке различных размеров (напоминающие средневековые чаши-рассольники), вазы-геридоны, украшенные двуглавыми орлами, изготовленными из бронзы. Сохранились соусник и бутылочная передача.
Белая цветовая передача сильно отличается от остального комплекта, так как Фёдор Солнцев не имитировал решения других художников, а использовал типичный для Византии орнамент — плетёнку. Плетёнка складывается в так называемые городки, в которые помещается государственный герб.
Очертания предметов сервиза пересекаются с типичными европейскими формами: салатники изготовлены в форме ладьи, вазы на ножке (рассольники) являются модификациями европейской таццы. Трёхъярусные геридоны тоже имеют типичную европейскую форму.
Яркое отличие кремлёвского сервиза от других образцов той же эпохи — в том, что Фёдор Солнцев использовал в качестве декора орнаменты, в то время как в середине XIX века как в России, так и в Европе была мода на изобразительный декор.
Исходя из данных, указанных в архивах Императорского Фарфорового Завода, по объёмам производства кремлёвский сервиз стал самым массовым: только тарелок было изготовлено 4 тысячи штук. В настоящее время сохранилось от 900 до 1000 предметов из сервиза.
В 1920-е годы была создана торговая организация «Антиквариат», продававшая на Запад предметы искусства дореволюционной России. Однако Кремлёвский сервиз не пользовался спросом. Предметы из сервиза стали появляться на западных аукционах (в частности, Christie’s). После этого количество предметов сервиза в запасниках Музеев Московского Кремля сократилось до 500. Большая часть проданных на Запад предметов сервиза оказалась в американском Музее Хиллвуд (Вашингтон). Создательница музей, Маджори Мерриуэзер-Пост, меценатка и обладательница многомиллионного состояния, передала музей в дар городу Вашингтону.